# Johan Laureiro
Johan Lighuan Laureiro (Villa Elisa, Provincia de Entre Ríos, Argentina; 7 de mayo de 1993) es un futbolista argentino. Juega como mediocampista ofensivo y actualmente milita en el Club Gimnasia y Esgrima de Concepción del Uruguay del Torneo Federal A. Hizo inferiores en Colón de Santa Fe, pero no llegó a debutar.

## Clubes
| Club                          |  | País      | Año       |
| ----------------------------- |  | --------- | --------- |
| Colón de Santa Fe             |  | Argentina | 2009-2011 |
| Gimnasia y Esgrima (CdU)      |  | Argentina | 2014      |
| Achirense                     |  | Argentina | 2015      |
| Fénix                         |  | Argentina | 2016      |
| Achirense                     |  | Argentina | 2016-2017 |
| Defensores de Pronunciamiento |  | Argentina | 2018      |
| Sportivo Las Parejas          |  | Argentina | 2018      |
| Defensores de Pronunciamiento |  | Argentina | 2019-2024 |